# Leptapoderus semirufus
Leptapoderus semirufus es una especie de coleóptero de la familia Attelabidae.

## Distribución geográfica
Habita en Indonesia.